# گل‌آذین

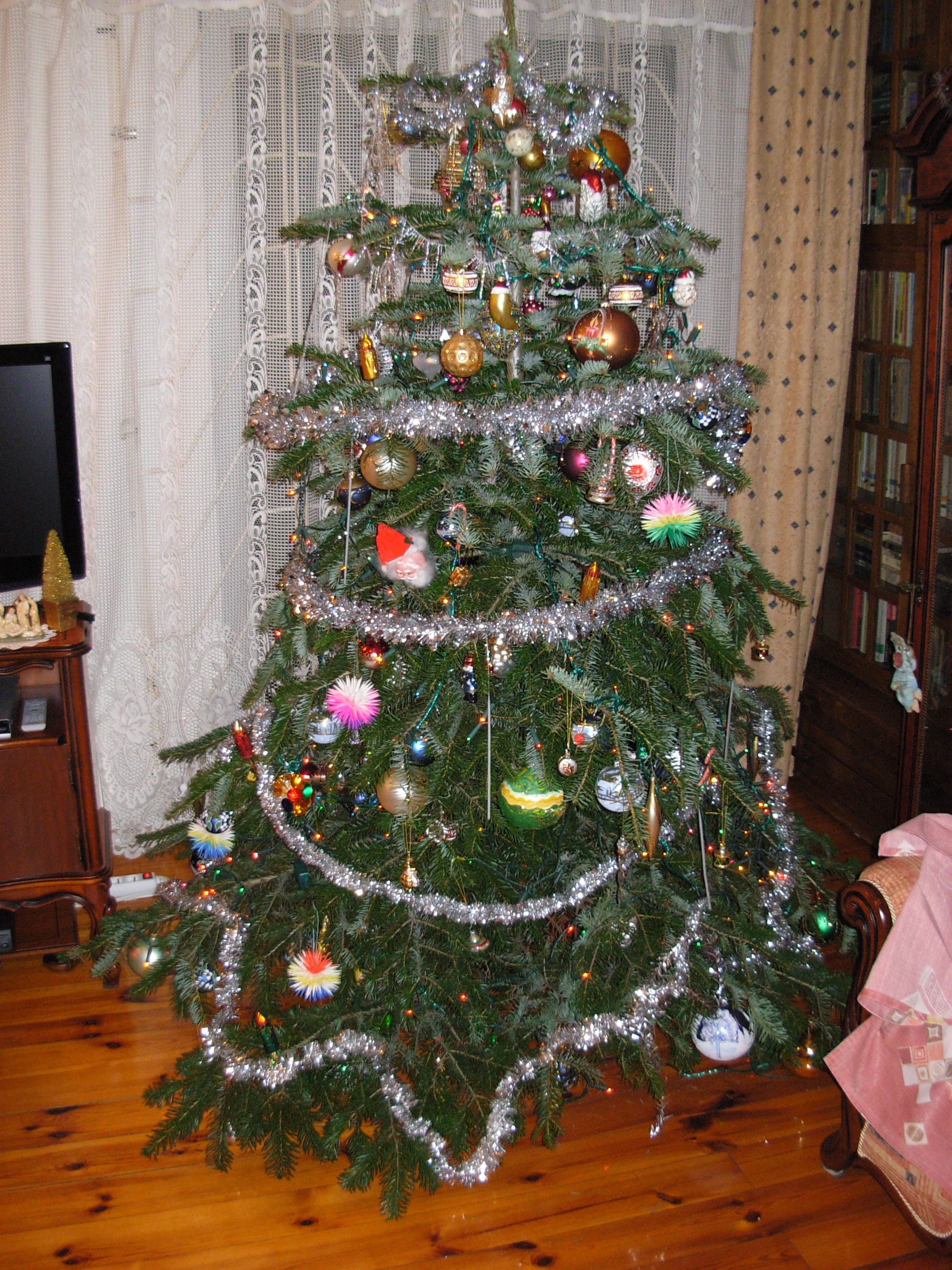
گل‌آذین‌های حلبی روی درخت کریسمس

گل‌آذین (به انگلیسی: Garland) یک بافته، گره یا تاج گل تزئینی از گل، برگ یا مواد دیگر است. گل‌آذین‌ها را می‌توان روی سر یا دور گردن گذاشت، روی یک شی بی‌جان آویزان کرد، یا در مکانی با اهمیت فرهنگی یا مذهبی گذاشت.

## انواع
- گل‌آذین مهره‌ای
- گل‌آذین گل
- لی - گل‌آذین سنتی هاوایی
- گل‌آذین پرچم
- گل‌آذین کاج
- پاپ کورن و/یا توت خرس کرنبری
- گل‌آذین طنابی
- گل‌آذین حلبی
- گل‌آذین ویره
- گل‌آذین بادکنکی
- موندامالا - گل‌آذین از سرهای بریده یا جمجمه، یافت‌شده در پیکرک‌نگاری (iconography) بودایی هندو و تبتی.

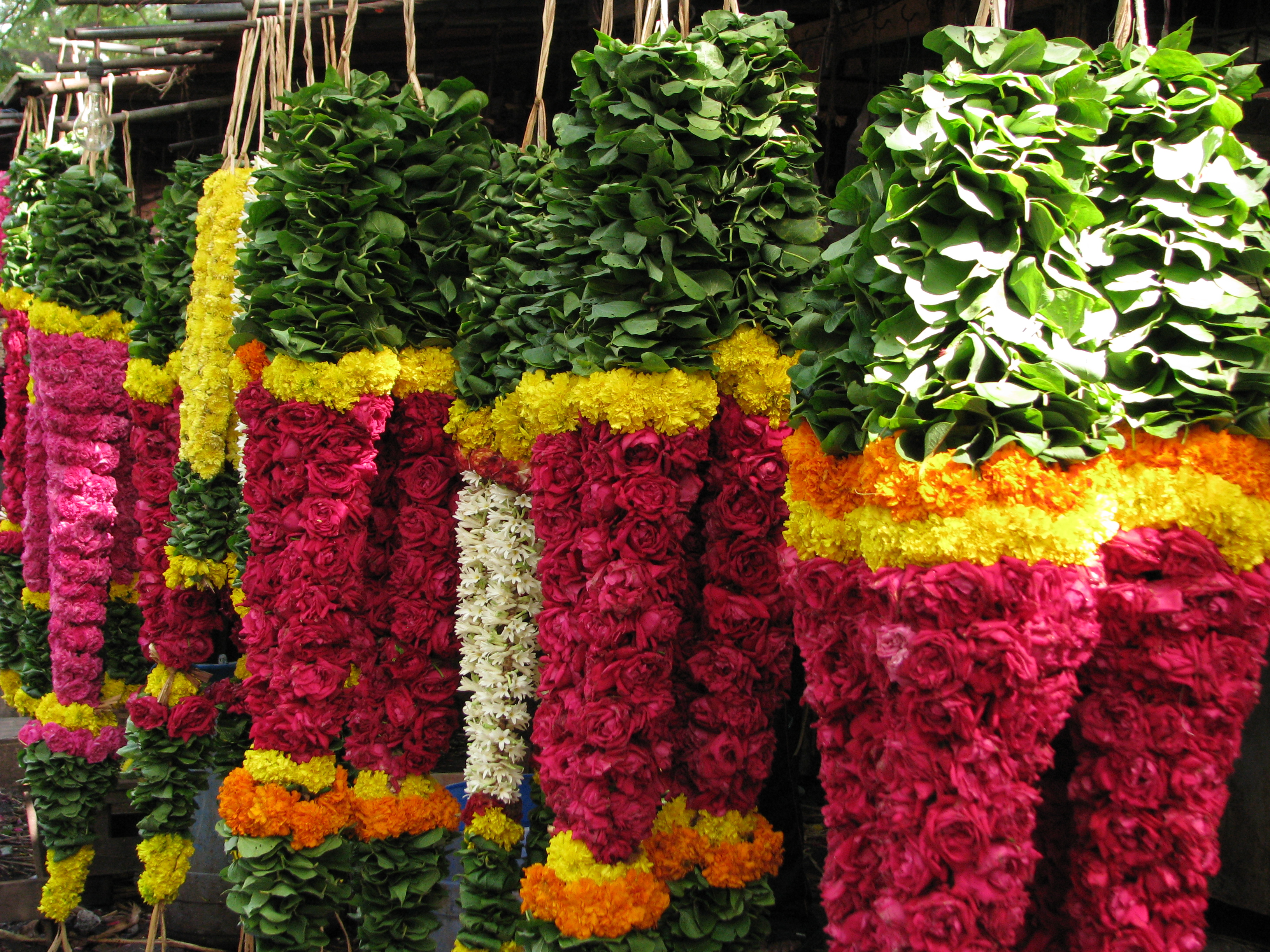
گل‌آذین‌های سنگین برای فروش در چنای، هند